# Plan Ikeda

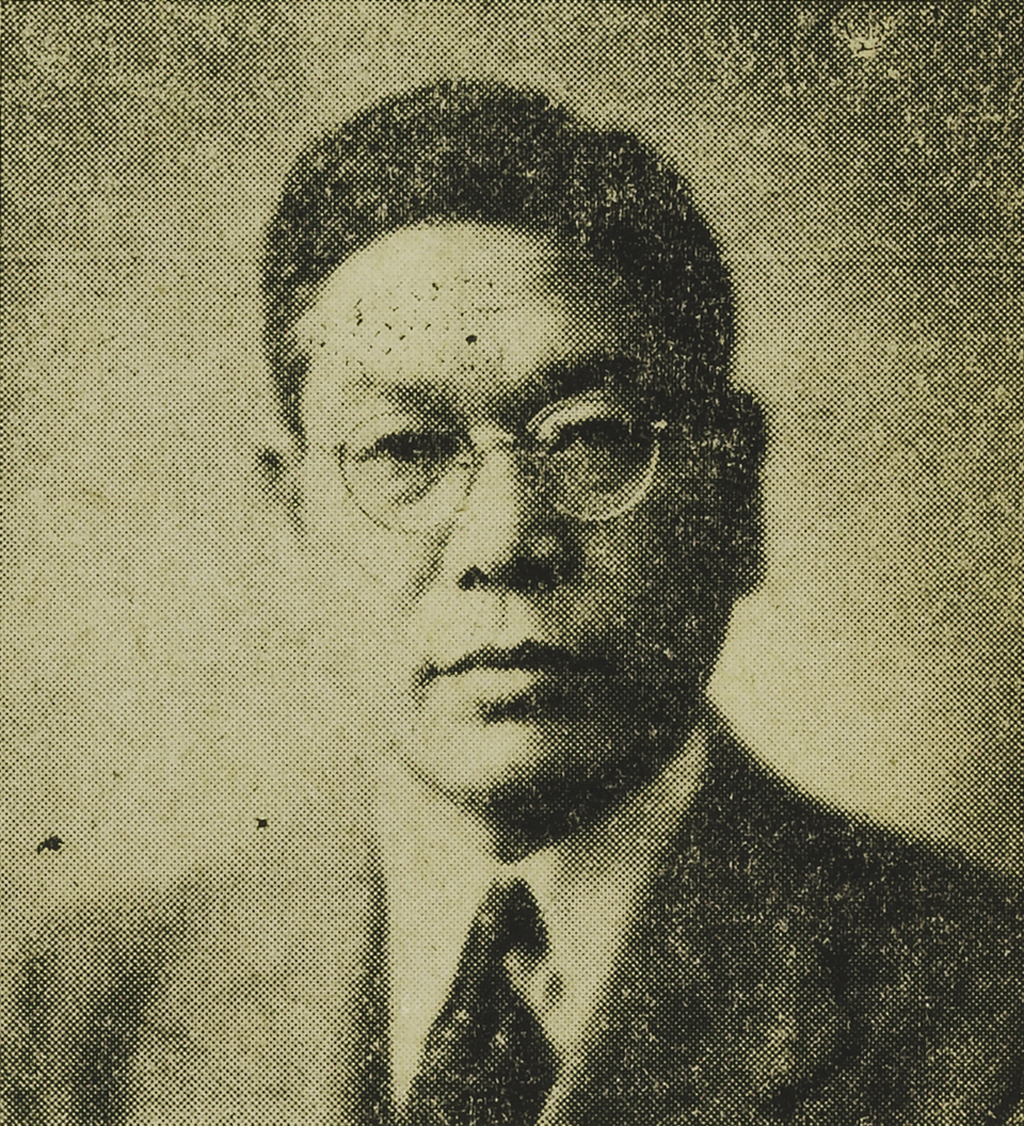
Portrait de Hayato Ikeda en 1952.

Le Plan de doublement du revenu national (所得倍増計画, Shotoku Baizō Keikaku) — plus connu sous le nom de Plan Ikeda — est un plan de développement économique à long terme initié par le Premier ministre japonais Hayato Ikeda à l'automne 1960.  Le plan prévoyait de doubler la taille de l'économie japonaise en dix ans grâce à une combinaison d'allégements fiscaux, d'investissements ciblés, d'un filet de sécurité sociale élargi et d'incitations à accroître les exportations et le développement industriel. Pour atteindre l'objectif de doublement l'économie en dix ans, le plan prévoyait un taux de croissance économique annuel moyen de 7,2 %. En fait, la croissance annuelle du Japon a été en moyenne de plus de 10 % au cours du plan, et l'économie a doublé de volume en moins de sept ans. Ikeda a introduit le plan de doublement des revenus en réponse aux protestations massives de l'Anpo en 1960 contre le traité de sécurité américano-japonais, dans le cadre d'un effort visant à éloigner le dialogue national japonais des luttes politiques controversées vers la construction d'un consensus autour de la poursuite d'une croissance économique rapide. Ikeda et son équipe, qui comprenait notamment l'économiste Osamu Shimomura, avaient développé le plan depuis la mi-1959.
Le boom Izanagi (いざなぎ景気, izanagi keiki) est le nom d'une période de forte croissance économique continue qui a eu lieu au Japon entre novembre 1965 et juillet 1970 (57 mois).
Le plan de doublement des revenus a été largement considéré comme un succès dans la réalisation de ses objectifs politiques et économiques. Selon l'historien Nick Kapur, le plan « consacrait la "croissance économique" comme une sorte de religion laïque du peuple japonais et de son gouvernement, provoquant une situation dans laquelle à la fois l'efficacité du gouvernement et la valeur de la population étaient mesurés avant tout par la variation annuelle en pourcentage du PIB ». Divers aspects du plan ont été étudiés par d'autres nations, en particulier en Asie, dans l'espoir de copier le modèle japonais de croissance économique rapide tirée par les exportations. Par exemple, ces dernières années, la Chine s'est explicitement tournée vers les politiques économiques japonaises des années 1960 comme modèle.

### Ouvrages cités
- Nick Kapur, Japan at the Crossroads: Conflict and Compromise after Anpo, Cambridge, Massachusetts, Harvard University Press, 2018 (ISBN 978-0674984424, lire en ligne)